# Euphorbia sewerzowii
Euphorbia sewerzowii là một loài thực vật có hoa trong họ Đại kích. Loài này được (Prokh.) Pavlov mô tả khoa học đầu tiên năm 1933.